# Instituto Estatal Electoral (Aguascalientes)
El Instituto Estatal Electoral de Aguascalientes es el organismo público responsable de organizar las elecciones a nivel local de Gobernador, Diputados y Ayuntamientos. También es el encargado de llevar a cabo los procesos de educación ciudadana tendientes a garantizar el ejercicio constitucional del derecho al voto el día de la jornada electoral, bajo los términos que rigen las leyes en la materia electoral. Se encuentra dotado de personalidad jurídica y patrimonio propio; es profesional en su desempeño, goza de autonomía en su funcionamiento e independencia en sus decisiones. Sus principios rectores son: certeza, legalidad, imparcialidad, independencia, máxima publicidad, definitividad y objetividad.

## Objetivos del Instituto
- Contribuir al desarrollo de la vida democrática del estado.
- Preservar el fortalecimiento del régimen de partidos políticos así como la promoción de la figura de candidaturas independientes;
- Asegurar a los ciudadanos el ejercicio de los derechos político-electorales y de participación ciudadana.
- Garantizar la celebración periódica y pacífica de las elecciones para renovar a los integrantes del Poder Ejecutivo, Legislativo y Ayuntamientos.
- Garantizar el adecuado desarrollo de los procedimientos previstos, en la Ley de Participación Ciudadana del Estado de Aguascalientes, así como en el Reglamento respectivo que para tal efecto emita el Consejo;
- Velar por la autenticidad y efectividad del sufragio universal, libre, secreto, directo, personal e intransferible;
- Ejercer la función de oficialía respecto hechos exclusivamente de naturaleza electoral;
- Llevar a cabo la promoción del voto, la educación cívico-electoral, y coadyuvar a la difusión de la cultura democrática,
- Prevenir, atender, sancionar y en su caso erradicar la violencia política de género dentro del ámbito de sus atribuciones.[2]

## Introducción
La democracia y el sistema político en México experimentaron una importante transformación en agosto de 1990, como resultado de las reformas realizadas a la Constitución en materia electoral. Ese año, el Congreso de la Unión expidió el Código de Instituciones y Procedimientos Electorales que institucionalizó los procesos democráticos para renovar los cargos públicos por medio de elecciones. Gracias a esta legislación, se creó el Instituto Federal Electoral en octubre de ese mismo año; el IFE, hoy INE  fue diseñado como un ente autónomo, ciudadano e imparcial, provisto de los recursos técnicos necesarios para administrar los procesos electorales, ofreciendo certeza, transparencia y legalidad. 
En los siguientes años, los estados el país adaptaron sus respectivas leyes y en Aguascalientes, se expidió la Ley Electoral del Estado el 29 de mayo de 1991. El 7 de marzo de 1992 se instaló la Comisión Estatal Electoral, el primer organismo electoral de carácter local en Aguascalientes, con la encomienda de organizar las elecciones de Gobernador, Diputados  y Ayuntamientos.

## Comisión Estatal Electoral (1992-1995)
La Ley Electoral del Estado de Aguascalientes dispuso que las elecciones locales se organizarían bajo la tutela de la Comisión Estatal Electoral, que debutó en la vida política estatal en 1992, año en que se renovaron la Gubernatura, el Congreso del Estado y los once Ayuntamientos, responsabilidad pública entonces compartida con los poderes Ejecutivo y Legislativo. Dicha comisión fue integrada con los representantes de los entonces seis partidos políticos -PRI, PARM, PRD, PPS, PFCRN y PAN-;  dos representantes de la LIV Legislatura, un representante del Ayuntamiento de Aguascalientes y otro de los Ayuntamientos del interior, y uno más en representación de la Junta Local Ejecutiva del IFE.
En el ejercicio de sus funciones, la Comisión Estatal Electoral integró 18 Comisiones Distritales Electorales y 11 Comités Municipales en abril de ese año, los cuales quedaron conformados por un presidente, un secretario, ocho comisionados ciudadanos y un representante del IFE, de conformidad con la Ley Electoral vigente.
La Comisión Estatal Electoral permaneció vigente hasta el 15 de enero de 1995, cuando se modificó la Ley Electoral. Entre los principales puntos a destacar de dicha reforma, se encuentran la facultad del Congreso de erigirse en Colegio Electoral sólo para calificar la elección de Gobernador, la integración del Congreso por diputados uninominales y de representación proporcional, la fecha de instalación del Congreso y la integración de los Ayuntamientos por regidores de mayoría relativa y de representación proporcional. Adicionalmente, se revisaron dos artículos relativos a las facultades y obligaciones del gobernador en torno a los procesos electorales, y los requisitos para ser regidor del ayuntamiento. Derivado de esa misma reforma, la Comisión se transformó en Consejo Estatal Electoral, organismo público de carácter temporal; ciudadanizado, imparcial y autónomo en su funcionamiento e independiente en sus decisiones, con personalidad jurídica y patrimonio propios.

## Consejo Estatal Electoral (1995-2000)

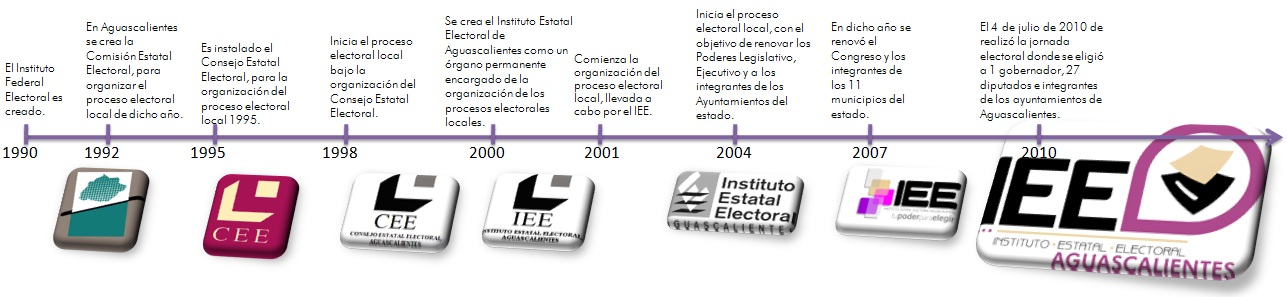
Línea del Tiempo

El 6 de marzo de 1995, se expidió el decreto número 158 por el que se designó por unanimidad a siete consejeros ciudadanos, un consejero del Poder Ejecutivo, un secretario técnico, dos representantes del Poder Legislativo, un representante del IFE y un representante por cada uno de los partidos políticos, para conformar el Consejo Estatal Electoral. En ese mismo año se integró el Tribunal Local Electoral, siendo aprobada su composición por unanimidad del Congreso. Bajo esa tesitura, se dio inicio a los trabajos relativos al proceso electoral de 1995, en el que se renovaron el Congreso y los Ayuntamientos del Estado.
La Ley Electoral del Estado fue reformada el 26 de enero de 1998, año en que se vivió por primera vez la alternancia en la gubernatura de Aguascalientes. Los Consejeros Ciudadanos que tuvieron a su cargo este proceso electoral fueron nombrados por el Congreso del Estado, de entre las propuestas que presentaron los propios diputados. Los consejeros representantes de los partidos políticos fueron designados por éstos, mientras que el secretario técnico resultó de una terna presentada por el consejero presidente. El Consejo quedó formalmente instalado en la sesión que se llevó a cabo el día 10 de marzo.

## Instituto Estatal Electoral

### 2000 - 2015
El Instituto Estatal Electoral (IEE) fue constituido en el año 2000 en virtud de las reformas a la Constitución local por las que se expidió el Código Electoral del Estado de Aguascalientes, publicadas en el Periódico Oficial el 31 de octubre de ese mismo año. Su órgano máximo de decisión es el Consejo General, integrado por siete consejeros ciudadanos, de los cuales uno es su presidente, un consejero representante de cada uno de los partidos políticos acreditados y  un secretario técnico. Un vocal del IFE podía asistir a sus sesiones.
A diferencia del otrora Consejo, el IEE adquirió un carácter permanente, conservando su autonomía en cuanto a funcionamiento e independencia en la toma de decisiones, con la consigna de organizar elecciones eficientes y apegadas a derecho, así como aumentar la participación ciudadana. El organismo como tal se estrenó en 2001, año en que los aguascalentenses acudieron a las urnas para elegir diputados locales y miembros de Ayuntamientos. En 2002, el Congreso del Estado en ejercicio su facultad de designación de los nuevos integrantes del Consejo General del Instituto Estatal Electoral, lo cual fue publicado en el Periódico Oficial del Estado, en fecha 11 de marzo de 2002.
El Código Electoral fue nuevamente reformado en 2003, las modificaciones que aparecieron en el Periódico Oficial del Estado el 1 de octubre, tenían como propósito profesionalizar y hacer operable el funcionamiento del Instituto Estatal Electoral, con miras al proceso electoral que se llevó a cabo en el año de 2004, en el cual se renovaron los cargos de Gobernador Constitucional del Estado, los integrantes del H. Congreso del Estado y los miembros de los once Ayuntamientos.
El Consejo General del Instituto Estatal Electoral fue renovado una vez más en marzo de 2006 por el Legislativo. Debido a la inequidad poblacional en los distritos electorales uninominales, ese año el Consejo General tuvo la encomienda de revisar y configurar la delimitación de los Distritos Electorales Uninominales, actividad que se llevó a cabo durante los primeros meses del año en cita. En Sesión Extraordinaria celebrada el 10 de julio de ese mismo año, el Consejo General del Instituto Estatal Electoral aprobó los nuevos límites territoriales de las demarcaciones.
El 15 de enero de 2007 el Consejo General declaró el inicio del proceso electoral en el que se renovaron los diputados y miembros de los Ayuntamientos, proceso que se vivió de manera tranquila y ordenada en beneficio de la ciudadanía.
La conformación del Consejo General del Instituto Estatal Electoral fue nuevamente reestructurada en 2009, para quedar integrado por cinco Consejeros Electorales electos por el voto de la mayoría calificada de los integrantes del Congreso del Estado, según el Decreto 259 publicado el 19 de junio de 2009 en el Periódico Oficial del Estado, el cual reformó los artículos 18, 21, 22, 95 y 299 del Código Electoral del Estado de Aguascalientes. También se determinó que la duración del cargo fuera de tres años, no obstante, por única ocasión, el Consejo General, que habría de entrar en funciones lo haría desde marzo de 2010.
Tras las reformas a la legislación electoral, en Sesión Extraordinaria el Consejo General declaró el 1 de diciembre de 2010 el inicio del Proceso Electoral 2009 - 2010, que condujo a la renovación del Gobierno, el Congreso y  los 11 Ayuntamientos. Con el proceso en marcha, el 14 de marzo de 2010 se instalaron en sus cargos los entonces Consejeros Electorales, quienes condujeron el resto del proceso comicial en el que por segunda ocasión se vivió la alternancia en la gubernatura del Estado de Aguascalientes.
El 12 de diciembre de 2012, el Consejo General del IEE declaró el inicio del Proceso Electoral Local 2012 – 2013. El día 7 de julio se relevaron los once Ayuntamientos -Presidencia Municipal, Regidurías y Sindicaturas- y el Congreso del Estado, conformado por 18 diputados de mayoría relativa y nueve de representación proporcional. En total fueron elegidos 136 cargos propietarios durante la jornada electoral local del año 2013.

### 2015 - Actualidad
Tras un intenso debate en el que se discutió, entre otras cuestiones, si debía eliminarse a los órganos electorales locales y conservar solamente a la autoridad federal, o bien, si se debían fortalecer las atribuciones de las autoridades de los estados, el Congreso de la Unión aprobó la reforma constitucional en materia político-electoral en la que se estableció la creación de un Organismo Público Local Electoral (OPLE) en cada entidad federativa, integrado por siete Consejeros designados por el nuevo Instituto Nacional Electoral.
El Decreto publicado el 10 de febrero de 2014 en el Diario Oficial de la Federación disponía, que los Consejeros en funciones debían permanecer en sus encargos hasta que el INE realizara una nueva designación. Derivado de lo anterior, los integrantes del Consejo General del Instituto Estatal Electoral de Aguascalientes nombrados en 2010 por el Congreso del Estado, y que habrían de mantenerse en funciones hasta marzo de 2014, permanecieron en sus encargos hasta septiembre de 2015.
El 28 de julio de 2014 cobró vigencia la reforma a la Constitución Política del Estado de Aguascalientes en materia político-electoral con el objeto de estandarizar el ordenamiento local con la Constitución Federal, con la publicación del Decreto 69  en el Periódico Oficial del Estado. A diferencia de lo sucedido en distintas entidades federativas, el Congreso determinó que el Organismo Público Local Electoral conservara la denominación previamente establecida, por lo que a pesar de modificarse buena parte de sus facultades y atribuciones, la autoridad comicial en el Estado continuó llamándose Instituto Estatal Electoral.
No sería sino hasta el año 2015, cuando el INE emitiera la convocatoria para ocupar las Consejerías de los OPLES. Producto de un procedimiento de designación inédito, que incluyó entre otras, las etapas de examen de conocimientos, elaboración de un ensayo presencial, así como entrevista con los consejeros del Instituto Nacional Electoral. El 2 de septiembre de 2015, en Sesión Extraordinaria del máximo órgano administrativo en materia electoral en el país, se realizó la designación de los Consejeros Electorales del Instituto Estatal Electoral del Estado de Aguascalientes, quienes realizarían su sesión extraordinaria solemne de instalación apenas dos días después.
El 19 de julio de 2018, el INE emitió la convocatoria para relevar a tres consejeros integrantes del Instituto Estatal Electoral (IEE) de Aguascalientes para un periodo de siete años, así como de otros 12 estados del país. El 1 de noviembre de 2018, en Sesión con carácter de Extraordinaria Solemne, se llevó a cabo la toma de protesta de los nuevos Consejeros Electorales.
El 10 de octubre de ese mismo año y en pleno proceso de renovación, el Consejo General del Instituto Estatal Electoral emitió la declaratoria de inicio del Proceso Electoral Local 2018-2019, donde la ciudadanía residente del Estado de Aguascalientes acudió el 2 de junio a ejercer su derecho al voto para renovar los once Ayuntamientos.

## Conformación del Consejo General del Instituto Estatal Electoral de Aguascalientes
| 2022 - 2025                              |                                                        |
| ---------------------------------------- | ------------------------------------------------------ |
| Lic. Clara Beatriz Jiménez González      | Consejera Presidenta                                   |
| Mtro. Sandor Ezequiel Hernández Lara     | Secretario Ejecutivo                                   |
| Mtra. Hilda Yolanda Hermosillo Hernández | Consejera Electoral                                    |
| Mtra. Mariana Eréndira Ramírez Velázquez | Consejera Electoral                                    |
| Lic. Javier Mojarro Rosas                | Consejero Electoral                                    |
| Mtro. Francisco Antonio Rojas Choza      | Consejero Electoral                                    |
| Lic. Zayra Fabiola Loera Sandoval        | Consejera Electoral                                    |
| Lic. José de Jesús Macías Macías         | Consejero Electoral                                    |
| Lic. Javier Soto Reyes                   | Representante Partido Acción Nacional                  |
| Lic. Brandon Amauri Cardona Mejía        | Representante Partido Revolucionario Institucional     |
| Lic. José Ángel Barrón Betancourt        | Representante del Partido de la Revolución Democrática |
| Lic. Ángel Martín Ortega Garibay         | Representante del Partido del Trabajo                  |
| Lic. Jonathan Saúl Hernández Araujo      | Representante del Partido Verde Ecologista de México   |
| Lic. Luz María Padilla de Luna           | Representante del Partido Movimiento Ciudadano         |
| Lic. Jesús Ricardo Barba Parra           | Representante del Partido Morena                       |
| C. Ángel Gerardo Islas Maldonado         | Representante del Partido Fuerza por México            |
| Lic. Enrique Rodríguez Delgado           | Representante del Instituto Nacional Electoral         |

| 2021 - 2022                             |                                                        |
| --------------------------------------- | ------------------------------------------------------ |
| Mtro. Luis Fernando Landeros Ortiz      | Consejero Presidente                                   |
| Mtro. Sandor Ezequiel Hernández Lara    | Secretario Ejecutivo                                   |
| Lic. Hilda Yolanda Hermosillo Hernández | Consejera Electoral                                    |
| Lic. Mariana Eréndira Ramírez Velázquez | Consejera Electoral                                    |
| Lic. Javier Mojarro Rosas               | Consejero Electoral                                    |
| Mtro. Francisco Antonio Rojas Choza     | Consejero Electoral                                    |
| Lic. Zayra Fabiola Loera Sandoval       | Consejera Electoral                                    |
| Lic. José de Jesús Macías Macías        | Consejero Electoral                                    |
| Lic. Javier Soto Reyes                  | Representante Partido Acción Nacional                  |
| Lic. Brandon Amauri Cardona Mejía       | Representante Partido Revolucionario Institucional     |
| Lic. José Ángel Barrón Betancourt       | Representante del Partido de la Revolución Democrática |
| Lic. Ángel Martín Ortega Garibay        | Representante del Partido del Trabajo                  |
| Lic. María Fernanda Ramírez Brambila    | Representante del Partido Verde Ecologista de México   |
| Lic. Luz María Padilla de Luna          | Representante del Partido Movimiento Ciudadano         |
| Lic. Jesús Ricardo Barba Parra          | Representante del Partido Morena                       |
| C. Ángel Gerardo Islas Maldonado        | Representante del Partido Fuerza por México            |
| Lic. Enrique Rodríguez Delgado          | Representante del Instituto Nacional Electoral         |

| 2018 - 2021                           |                                                        |
| ------------------------------------- | ------------------------------------------------------ |
| Mtro. Luis Fernando Landeros Ortiz    | Consejero Presidente                                   |
| Mtro. Sandor Ezequiel Hernández Lara  | Secretario Ejecutivo                                   |
| Mtra. Diana Cristina Cárdenas Ornelas | Consejera Electoral                                    |
| Mtra. Yolanda Franco Durán            | Consejera Electoral                                    |
| Lic. Sergio Reynoso Silva             | Consejero Electoral                                    |
| Mtro. Francisco Antonio Rojas Choza   | Consejero Electoral                                    |
| Lic. Zayra Fabiola Loera Sandoval     | Consejera Electoral                                    |
| Lic. José de Jesús Macías Macías      | Consejero Electoral                                    |
| Lic. Daniel Gutiérrez Medrano         | Representante Partido Acción Nacional                  |
| Lic. Enrique Lomas Torres             | Representante Partido Revolucionario Institucional     |
| Lic. Emanuelle Sánchez Nájera         | Representante del Partido de la Revolución Democrática |
| Lic. Ángel Martín Ortega Garibay      | Representante del Partido del Trabajo                  |
| Lic. María Fernanda Ramírez Brambila  | Representante del Partido Verde Ecologista de México   |
| Lic. Luz María Padilla de Luna        | Representante del Partido Movimiento Ciudadano         |
| Lic. Aurora Vanegas Martínez          | Representante del Partido Morena                       |
| Lic. Pedro Rafael Delgado Carrillo    | Representante del Partido Libre de Aguascalientes      |
| Prof. Luis Alfonso Núñez Castro       | Representante del Partido Nueva Alianza Aguascalientes |
| C. Oscar Armando Marmolejo Gallegos   | Representante del Partido Encuentro Solidario          |
| Lic. María del Carmen Ramírez Zúñiga  | Representante del Partido Redes Sociales Progresistas  |
| C. Juan Carlos Sosa Núñez             | Representante del Partido Fuerza por México            |
| Lic. Enrique Rodríguez Delgado        | Representante del Instituto Nacional Electoral         |

| 2015 - 2018                             |                                                               |
| --------------------------------------- | ------------------------------------------------------------- |
| Mtro. Luis Fernando Landeros Ortiz      | Consejero Presidente                                          |
| Mtro. Sandor Ezequiel Hernández Lara    | Secretario Ejecutivo                                          |
| Mtra. Diana Cristina Cárdenas Ornelas   | Consejera Electoral                                           |
| Mtra. Yolanda Franco Durán              | Consejera Electoral                                           |
| Lic. Sergio Reynoso Silva               | Consejero Electoral                                           |
| Mtro. Luis Manuel Bustos Arango         | Consejero Electoral                                           |
| Lic. Juan Carlos Cruz Pérez             | Consejero Electoral                                           |
| Lic. Irma Alicia Rangel Morán           | Consejera Electoral                                           |
| Lic. Héctor Salvador Hernández Gallegos | Representante Partido Acción Nacional                         |
| Lic. Fidel Arteaga Solorio              | Representante Partido Revolucionario Institucional            |
| Lic. Oscar Salvador Estrada Escobedo    | Representante del Partido de la Revolución Democrática        |
| Lic. Jesús Tonatiuh Villaseñor Alvarado | Representante del Partido del Trabajo                         |
| Mtra. Laura Alejandrina Vergara Vargas  | Representante del Partido Verde Ecologista de México          |
| Lic. Abel Sánchez Garibay               | Representante del Partido Movimiento Ciudadano                |
| Lic. José Mariano Rincón Vázquez        | Representante del Partido Nueva Alianza                       |
| Lic. Jesús Ricardo Barba Parra          | Representante del Partido Movimiento de Regeneración Nacional |
| C. José Luis Bobadilla Álvarez          | Representrante del Partido Encuentro Social                   |
| Lic. Alejandro Solís Hernández          | Representante del Instituto Nacional Electoral                |

| 2010 - 2015                               |                                               |
| ----------------------------------------- | --------------------------------------------- |
| Mtra. Lydia Georgina Barkigia Leal        | Consejera Presidente                          |
| Mtro. Sandor Ezequiel Hernández Lara      | Secretario técnico                            |
| Lic. Dafne Elena Domínguez López          | Consejera Electoral                           |
| Lic. María de Montserrat Mendoza Brand    | Consejera Electoral                           |
| Lic. Claudia Eloisa Díaz de León González | Consejera Electoral                           |
| Lic. Luis Fernando Landeros Ortiz         | Consejero Electoral                           |
| Lic. Alejandro Solís Hernández            | Representante del Instituto Federal Electoral |

| 2006 - 2010                             |                                                                      |
| --------------------------------------- | -------------------------------------------------------------------- |
| Lic. Héctor Salvador Hernández Gallegos | Consejero Presidente                                                 |
| Mtro. Sandor Ezequiel Hernández Lara    | Secretario técnico                                                   |
| Lic. Irma Alicia Rangel Morán           | Consejera Electoral                                                  |
| Lic. Fernando Arriaga Ramírez           | Consejero Electoral                                                  |
| Lic. Juan Antonio Bárcenas              | Consejero Electoral                                                  |
| Lic. Horacio Mauricio Dávila Villaseca  | Consejero Electoral                                                  |
| Lic. Heberto Ortega Jiménez             | Consejero Electoral                                                  |
| Lic. José Luis Ramírez Escalera         | Consejero Electoral                                                  |
| Lic Héctor Alfredo Gómez Barrera        | Representante de la Coalición “Alianza en Acción por Aguascalientes” |
| Lic. Francisco Ramírez Martínez         | Representante Partido Revolucionario Institucional                   |
| Lic. Gilberto Carlos Ornelas            | Representante del Partido de la Revolución Democrática               |
| Lic. Miguel Bess-Oberto Díaz            | Representante del Partido del Trabajo                                |
| Lic. Óscar Francisco Muñoz Barrera      | Representante del Partido Verde Ecologista de México                 |
| Lic. Luis Enrique Estrada Luévano       | Representante del Partido Convergencia                               |
| Lic. Jaime Dávila Cleto                 | Representante del Partido Alternativa Socialdemócrata y Campesina    |
| Lic. Oscar Víctor Juárez Olaguez        | Representante del Instituto Federal Electoral                        |

| 2004 - 2006                                |                                                        |
| ------------------------------------------ | ------------------------------------------------------ |
| Lic. Enrique González Aguilar              | Consejero Presidente                                   |
| Mtro. Héctor Salvador Hernández Gallegos   | Secretario técnico                                     |
| Lic. Guadalupe Roberto Herrada             | Consejero Ciudadano                                    |
| Dr. Andrés Mogollón Prado                  | Consejero Ciudadano                                    |
| Profra. Beatriz Irma Haydeé Salazar Chávez | Consejera Ciudadana                                    |
| Lic. Ricardo Vázquez Flores                | Consejero Ciudadano                                    |
| Lic. Martín Andrés Barberena Cruz          | Consejero Ciudadano                                    |
| Lic. Claudio Jairo Bañuelos Reyes          | Consejero Ciudadano                                    |
| Lic René Miguel Ángel Alpízar Castillo     | Representante del Partido Acción Nacional              |
| Lic. Miguel Ángel Juárez Frías             | Representante Partido Revolucionario Institucional     |
| C. Gilberto Carlos Ornelas                 | Representante del Partido de la Revolución Democrática |
| Lic. Ricardo Barba Parra                   | Representante del Partido del Trabajo                  |
| Lic. María de la Luz Olvera Cruz           | Representante del Partido Verde Ecologista de México   |
| Lic. Rogelio Cisneros Leyva                | Representante del Partido Convergencia                 |
| Lic. Oscar Víctor Juárez Olaguez           | Representante del Instituto Federal Electoral          |

| 2001 - 2004                                  |                                                                            |
| -------------------------------------------- | -------------------------------------------------------------------------- |
| Dr. Luciano Tlachi Lima                      | Consejero Presidente                                                       |
| Lic. Flavio Hugo Ruvalcaba Márquez           | Secretario técnico                                                         |
| Lic. María Francisca Armería Pérez           | Consejera Ciudadana                                                        |
| Arq. José Bassol Jirash                      | Consejero Ciudadano                                                        |
| Mtro. Daniel Gutiérrez Castorena             | Consejero Ciudadano                                                        |
| C.P. José Francisco Guzmán Bosque            | Consejero Ciudadano                                                        |
| Dr. Alfonso Pérez Romo                       | Consejero Ciudadano                                                        |
| Lic. Jesús Eduardo Martín Jáuregui           | Consejero Ciudadano                                                        |
| Lic. David Ángeles Castañeda                 | Representante del Partido Acción Nacional                                  |
| Lic. Francisco Ramírez Martínez              | Representante Partido Revolucionario Institucional                         |
| C. Norma Alicia González Martínez            | Representante del Partido de la Revolución Democrática                     |
| Lic. Miguel Bess-Oberto Díaz                 | Representante del Partido del Trabajo                                      |
| Profr. Juan Gaytán Mascorro                  | Representante del Partido Verde Ecologista de México                       |
| C. Jorge Arturo Ferreira Garnica             | Representante de Convergencia por la Democracia, Partido Político Nacional |
| Lic. Olivia Josefina del Carmen Guzmán Tamez | Representante del Partido de la Sociedad Nacionalista                      |
| C. Rodolfo López García                      | Representante del Partido Alianza Nacional                                 |
| Lic. Oscar Víctor Juárez Olaguez             | Representante del Instituto Federal Electoral                              |